# Sant Julià de Cerdanyola
Sant Julià de Cerdanyola és un municipi de la comarca del Berguedà. Està situat als Prepirineus, a l'Alt Berguedà, té una altitud de 954m i una extensió de 11,8 km₂.

## Geografia
- Llista de topònims de Sant Julià de Cerdanyola (Orografia: muntanyes, serres, collades, indrets..; hidrografia: rius, fonts...; edificis: cases, masies, esglésies, etc).

Les terres de Cerdanyola formen una petita vall, situada al nord-oest del massís del Catllaràs. Aquestes terres estan voltades de muntanyes, que serveixen alhora de divisió natural i política. Al sud, la carena de l'Albiol s'enfila fins als 1.420 metres i limita amb Malanyeu, al terme de La Nou. A llevant, les muntanyes més meridionals de la serra del Catllaràs, assoleixen els 1.732 metres a La Clusa, altitud màxima del municipi, tocant ja als termes de Castell de l'Areny i La Pobla de Lillet. Al nord, la carena del Forcat, Coma Verda i la Solana de Cortielles, separen les terres de Cerdanyola de les de Guardiola de Berguedà i La Pobla de Lillet. A l'oest, el terme queda obert a la vall del Llobregat i limita també amb Guardiola de Berguedà. El municipi compta amb dos cursos d'aigua permanents, el rec de l'Albiol i la Torrentera. Antigament, abans de 1936, el terme municipal de Sant Julià de Cerdanyola era molt més gran, ja que comprenia també els terrenys La Torre de Foix, Guardiola i Sant Llorenç prop Bagà.

## Vegetació
La situació de Cerdanyola en una zona de muntanya propera a la conca del Llobregat i no gaire lluny de la Serra del Moixeró, fa que el paisatge vegetal sigui força ric, amb almenys cinc tipus de boscos i moltes espècies botàniques diferents. Actualment els boscos ocupen més d'un 60% del total de la superfície del municipi. S'hi poden trobar boscos de pi negre, fagedes, rouredes i també boscos de carrasques, tot i que el més abundant és el bosc de pi roig. Aquesta varietat fa del medi natural de Cerdanyola un entorn de gran interès paisatgístic, botànic, geològic i faunístic, i és per aquest motiu que una bona part del seu terme ha estat inclòs en el Pla d'Espais d'Interès Natural (PEIN) de la Generalitat de Catalunya.

## Demografia
| 1920 | 1930 | 1940 | 1950 | 1960 | 1970 | 1981 | 1990 | 1992 | 1994 |
| ---- | ---- | ---- | ---- | ---- | ---- | ---- | ---- | ---- | ---- |
| -    | -    | -    | -    | -    | -    | -    | -    | -    | -    |

| 1996 | 1998 | 2000 | 2002 | 2004 | 2006 | 2008 | 2010 | 2012 | 2014 |
| ---- | ---- | ---- | ---- | ---- | ---- | ---- | ---- | ---- | ---- |
| 217  | 219  | 227  | 241  | 260  | 259  | 257  | 267  | 257  | 239  |

| 2016 | 2018 | 2020 | 2022 | 2024 | 2026 | 2028 | 2030 | 2032 | 2034 |
| ---- | ---- | ---- | ---- | ---- | ---- | ---- | ---- | ---- | ---- |
| 251  | 244  | 229  | 241  | 232  | -    | -    | -    | -    | -    |

## Origen del nom
Cerdanyola és una paraula derivada de cerdà, que en una de les seves accepcions significa pla, Cerdanya equivaldria a plana. Per tant, Cerdanyola vol dir plana petita.
En la transició entre els segles xviii i xix es va produir un canvi en el nom del poble que ha esdevingut ja definitiu. Va ser un fenomen força general l'intent d'unificar els noms dels pobles i de les parròquies. En alguns documents, Cerdanyola va passar a anomenar-se Sant Julià de Cerdanyola, que era i és el nom de la parròquia. Finalment aquest canvi va prosperar i va ser acceptat popularment.

## Història[6]
Els primers documents escrits en què figura el nom de Cerdanyola donen poca informació del poble, la parròquia és mencionada el 839 en l'acta de consagració de la catedral de La Seu d'Urgell. Més tard el poble és citat el 983 en la dotació del monestir de Sant Llorenç prop Bagà. I el 1105 el bisbe Ot d'Urgell en va consagrar l'església, dedicant-la a Sant Julià, màrtir.
Durant l'època medieval Cerdanyola fou objecte de disputa entre els barons de Pinós i l'abat del monestir de Sant Llorenç. Com a conseqüència d'aquestes disputes, el poble va patir diverses destruccions. La més destacable va ser la de l'església el 1328, per la qual el baró de Pinós va haver de pagar una indemnització. És molt difícil poder descriure detalladament els sistemes de vida tradicionals d'aquesta època, però es té constància de la cria de porcs i de l'aprofitament del bosc. Vinculada a l'explotació del bosc, es troba la primera cita dels Capmasats el 1337, entitat que s'ocupava i s'ocupa encara avui en dia de l'administració dels boscos. També se sap que els cultius d'aquesta època consistien en blat, fruita, hortalisses i fins i tot s'obtenia vi. Les cases més antigues que es troben citades són el Molí (1255), Sobirana (1256), La Pomera (1307), Serraclara (1308), La Cortada (1379), Cortielles, Vilà, Portell i Mas Casellas, tot i que probablement n'hi havia d'altres.
Les pestes del segle xiv i XV van suposar un gran impacte per la població de Cerdanyola, es calcula que només unes 80 persones van poder sobreviure a la Pesta Negra, però a principis del segle xvi quedaven només una desena d'habitants.
A finals del segle xvi, es va crear el bisbat de Solsona i Cerdanyola va passar a aquesta nova demarcació eclesiàstica. En aquell moment, però, com que depenien del monestir de Sant Llorenç, a nivell eclesiàstic el poble gaudia d'una situació especial i era l'abat, i no pas el bisbe, qui nomenava els capellans i tenia altres prerrogatives.
Des del punt de vista demogràfic, Cerdanyola es va refer molt lentament fins al segle xviii. A començament d'aquest segle passava dels 50 veïns, però va patir molt durant la Guerra de Successió, i en van quedar tan sols 24 el 1717. No obstant, a partir d'aquest moment, la població va augmentar ràpidament i a mitjans de segle, un registre eclesiàstic li atribueix 38 cases i 199 habitants.
Durant les Guerres Carlines hi va haver una tensió constant. A la Tercera Guerra Carlina, el 1873, prop del pont de Guardiola van morir assassinats 60 presoners que els carlins, comandats pel general Savalls, havien capturat a Berga. El 1874 foren detinguts l'alcalde i dos veïns cerdanyolencs i foren empresonats al castell de Berga per haver estat sometents. Tot el poble, en un acte de solidaritat, va decidir pagar una quantiosa multa de tres-cents duros per poder-los rescatar.
Durant el segle xix Cerdanyola va créixer de forma força ràpida però amb ritmes molt desiguals al llarg del temps. Entre el 1819 i el 1830 la població es va mantenir estancada a l'entorn dels 110 habitants, tot i que al 1842 havia arribat a més de 300 en tot el terme. Al 1877 la població era de 451 habitants. Al 1858 es va construir l'ermita de la Mare de Déu de les Esposes i al 1897 l'església de Sant Julià va recuperar la categoria de parròquia. A partir de 1900 la població va augmentar molt, sobretot per la influència de l'arribada del ferrocarril, aquest increment es va notar molt més al barri de Guardiola i al 1930 es va arribar a un màxim de 987 persones en tot el terme.
Al segle xix i sobretot al XX, van canviar moltes coses. En primer lloc, hi va haver una gran influència de les noves indústries, especialment la tèxtil. A Cerdanyola hi va haver tres fàbriques en diversos moments: Cal Teixidor, Ca la Galla i probablement també a l'antic edifici de l'ajuntament, però la majoria van ser instal·lades fora del nucli, especialment al barri de Guardiola, situat a 4 km del nucli urbà de Cerdanyola, on els cerdanyolencs es desplaçaven per anar a treballar. En segon lloc van adquirir molta importància les mines, algunes documentades en l'antic terme municipal: Santa Victòria, Mas de Pey, Santa Bàrbara, Blanca, Gris, etc. Però la més destacada va ser la mina Amàlia. El 1925 hi havia 6 mines i diversos forns de calç i de ciment al terme de Cerdanyola. Vinculat als interessos miners, es va produir un dels canvis més importants del segle pel que fa a comunicacions: la inauguració del ferrocarril el 21 de novembre de 1904. L'estació del ferrocarril es va construir al barri de Guardiola, que en aquell moment estava dins el terme de Sant Julià de Cerdanyola. Posteriorment i gràcies al ferrocarril i a les noves indústries, aquest barri experimentaria un gran creixement demogràfic i això comportaria un desenvolupament autònom d'aquest nou nucli.
Les activitats tradicionals com la ramaderia i l'agricultura, van passar a ser econòmicament complementàries, però no van desaparèixer. L'explotació del bosc va ser una de les activitats amb més importància econòmica durant aquest període. El 1865 es va fer una nova regulació de les propietats comunals de la Junta de Capmasats i Magallers, que de fet tenia orígens molt més antics. Més endavant, al 1917 la Junta de Capmasats i Magallers va arribar a un acord amb el Comte de Fígols per poder vendre-li una gran quantitat de fusta dels boscos comunals de Cerdanyola que s'utilitzaria a les mines que el comte posseïa a la comarca. Per poder extreure la fusta dels boscos, va ser necessari instal·lar un ferrocarril forestal que a l'anada era tibat per animals, i en el retorn es movia gràcies a la inclinació del terreny, tenia 4.400 metres de longitud i la seva via, que encara avui s'anomena així, una amplada de 50 cm. El ferrocarril estava connectat a un telefèric en la seva estació inferior, mitjançant el qual es transportaven els troncs al Collet, des d'on es portaven cap a Fígols, on hi havia les mines. Aquest ferrocarril va funcionar durant dotze anys, i acabada l'explotació, va ser desmuntat.

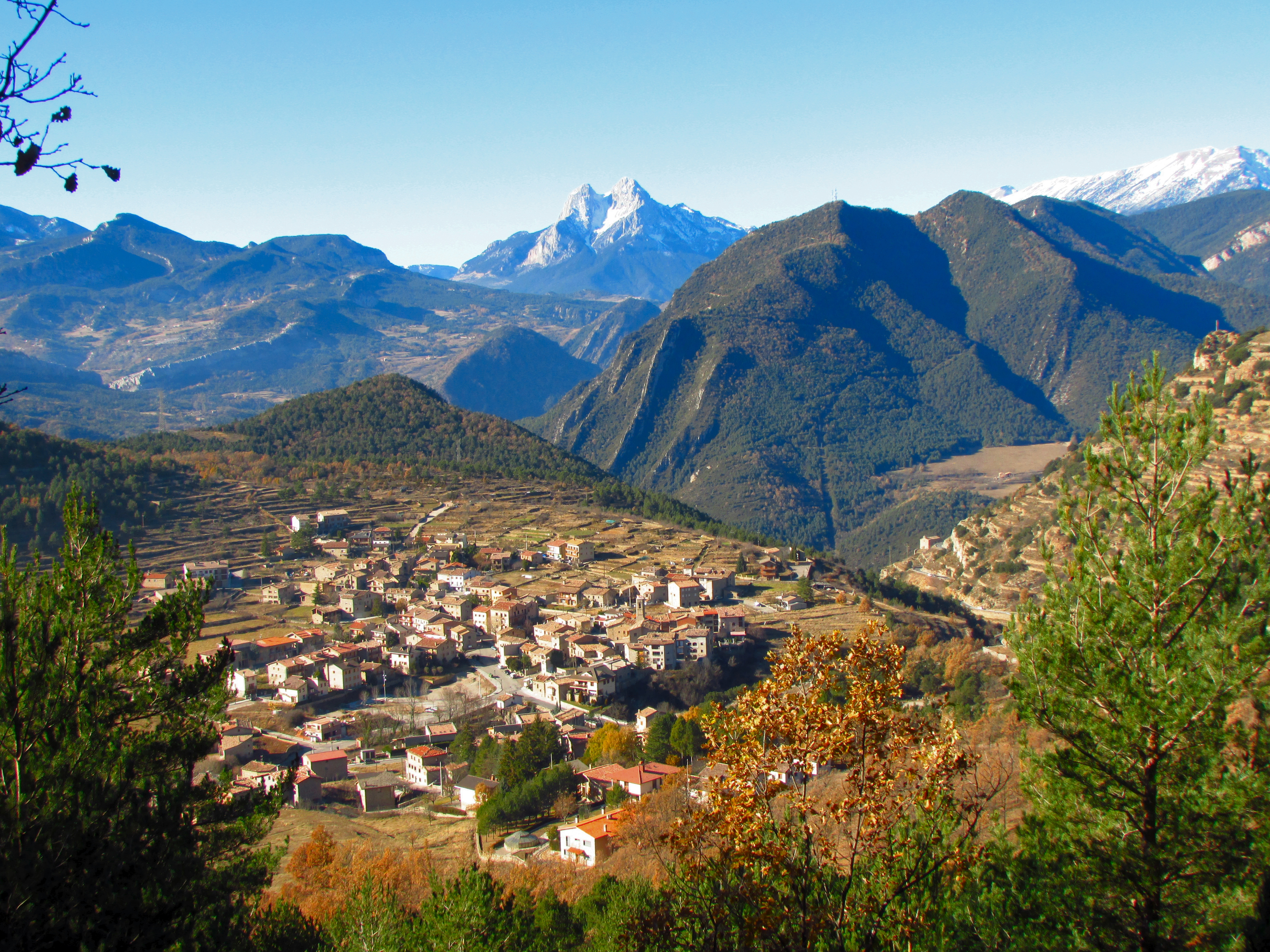
Vista general de Sant Julià de Cerdanyola

Als anys 30 del segle xx, el poble va viure un dels moments més difícils de la seva història contemporània, ja que a partir de 1936 va deixar de ser cap del propi municipi, li va ser agregat el poble de Brocà i la capitalitat municipal va passar a Guardiola. Aquest procés va començar el 20 de setembre de 1936, en plena Guerra Civil, i va ser ratificat al 1942.
Acabada la dictadura, l'any 1977 un grup de veïns de Cerdanyola es va reunir per veure si amb l'arribada de la democràcia, es podia fer alguna cosa per recuperar l'ajuntament. El primer pas va ser convertir-se en una pedania i més endavant es va crear una Entitat Municipal Descentralitzada. Al 1982 es va crear la Junta de Segregació, amb l'objectiu de començar els tràmits per poder demanar la segregació. Va ser un procés llarg i complicat  que va durar més de 10 anys i que es va acabar resolent per via judicial. Finalment, el 28 de juny de 1993 es va dictar el decret de segregació i Sant Julià de Cerdanyola va tornar a ser un municipi de Catalunya, tot i que va haver de cedir una bona part del seu terme municipal a Guardiola de Berguedà, atès que si s'hagués reivindicat el mateix terme que Cerdanyola tenia abans de 1936, possiblement no s'hagués aconseguit mai la segregació.

## Festes
Per Pasqua es canten les caramelles i quinze dies més tard se celebra la Festa de la Truitada, en què es reparteixen trossos de truita feta amb ou, julivert, bull blanc, bull negre, fuet, all i cansalada, cuita amb foc de llenya. La festa s'amenitza amb ballets, sardanes o ball popular.
El diumenge més proper a l'11 de maig es fa el vot de poble al Santuari de Falgars. Fa molts anys, es va produir una plaga de llagostes que arrasava tots els conreus. A Cerdanyola aquesta plaga va arribar el mes de maig, quan els conreus ja començaven a fer goig. El poble, preocupat perquè l'agricultura era el seu principal mitjà de subsistència, es va encomanar a la Mare de Déu de Falgars, fent-li la promesa que si aturava la plaga hi pujarien un cop l'any en acció de gràcies, i miraculosament, la plaga es va aturar al serrat que avui s'anomena Serrat de les Llagastes. Antigament la gent hi pujava a peu resant el rosari, actualment no es puja en peregrinació, tothom hi va com vol. Al matí s'hi celebra la missa, després la gent es queda a dinar amb la família i a la tarda s'hi resa el rosari.
La Festa Major se celebra al voltant del segon dissabte de setembre.

### La Fia-Faia
La Fia-faia és la celebració més destacada de Sant Julià de Cerdanyola, ja que des del 2015, i juntament amb la Fia-Faia de Bagà i altres festes del Foc dels Pirineus, és Patrimoni Cultural Immaterial de la Humanitat de la UNESCO.
Aquesta festa d'arrels pre-cristianes, té lloc cada 24 de desembre i s'ha mantingut, pràcticament inalterable, al llarg dels segles amb el nom de Fia-faia. Els preparatius per la Fia-faia comencen mesos abans de la festa. Els nens, nenes i joves van a cercar l'herba que s'utilitzarà per la Fia-faia, científicament anomenada Cephalaria leucantha,i un cop a casa la posen a assecar perquè quan arribi l'hora cremi bé. Un cop seca, la Fia-Faia es lliga al voltant d'un pal, bastó o tronc que li serveix d'ànima. Arribada la vigília de Nadal, quan es fa fosc, al repic del campanar, tothom acudeix amb les torxes cap a la plaça de l'Església. Els fallaires encarregats de baixar les torxes, a les 6 de la tarda encenen les seves faies i van baixant per la muntanya fins a arribar a la plaça, on donaran el seu foc a la resta de participants de la festa. La plaça queda a les fosques, tan sols il·luminada pel foc i les guspires de les nombroses faies. Petits i grans, van girant les seves faies amunt i avall, a la dreta i a l'esquerra, mentre canten "Fia-faia, Fia-faia, Nostre senyor ha nascut a la "paia". Després s'agrupen les restes de les faies al mig de la plaça i es balla una dansa al voltant del foc. Un cop acabada la dansa, s'ofereix una degustació d'allioli de codony per tothom.

## Cerdanyolencs notables

### Margarida Elias i Casals(1923-1980)[12]
Soprano catalana nascuda a Sant Julià de Cerdanyola el 1923, concretament a Cal Xemeneia. Quan encara era petita la seva família va anar a viure a Manresa on ella va estudiar música. Més tard es va traslladar a Itàlia i es va casar amb el tenor italià Ivo Mantovani. Va triomfar com a cantant d'òpera a la Scala de Milà durant 16 anys i també va cantar al Gran Teatre del Liceu de Barcelona i a l'Arena de Verona amb Luciano Pavarotti.

### Josep Casals Cirera
Josep Casals Cirera, conegut com a Hereu Mill, va néixer a Sant Julià de Cerdanyola. Durant els anys 1926 i 1927, va ser entrevistat per Joan Tomàs i Parés a la Casa de Caritat de Barcelona, on s'havia retirat. Joan Tomàs era músic i folklorista i llavors es dedicava a recórrer Catalunya amb l'objectiu de recollir el patrimoni musical tradicional. Gràcies a la seva extraordinària memòria, Josep Casals li va poder cantar 218 cançons d'arrel tradicional, que es cantaven a Sant Julià de Cerdanyola i també a la zona del Berguedà. D'aquesta manera es van poder preservar totes aquestes cançons i melodies que sinó s'haurien perdut. Les cançons de Josep Casals Cirera es troben recollides en el llibre Missions de recerca a la Casa de Caritat de Barcelona, que forma part de l'Obra del Cançoner Popular de Catalunya. Entre les cançons que va cantar, destaca el “Ball dels aranyons” una dansa que actualment s'ha recuperat per incloure-la en el marc de la festa de la Fia-Faia.